# Jeff Jarrett
Pour les articles homonymes, voir Jarrett.
 (septembre 2021).
Jeffrey "Jeff" Leonard Jarrett (né le 14 juillet 1967 à Hendersonville) est un catcheur et un promoteur de catch américain. Il est l'un des fondateurs de la Total Nonstop Action Wrestling, fédération qu'il a fondée en 2002 avec son père Jerry Jarett. Avant cela, il était principalement connu pour ses apparitions à la World Championship Wrestling et à la World Wrestling Federation durant les années 1990.
Jarret a remporté dix championnats mondiaux unanimement reconnus : quatre fois le Championnat du Monde poids-lourds de la WCW et six fois le Championnat du Monde poids-lourds de la NWA (en tant que titre de la TNA). Il a également gagné des titres mondiaux plus contestés : le Championnat du Monde poids-lourds unifié de la USWA (trois fois), le Championnat du Monde poids-lourds de la WWA (deux fois) et le Mega Championship de la Asistencia Asesoría y Administración (deux fois).
S'il n'a jamais remporté le Championnat de la WWF durant son temps dans cette fédération, il a combattu de multiples fois pour le titre et connu un certain succès. Il y fut notamment six fois Champion intercontinental, et est l'un des trois seuls hommes de l'histoire à avoir été simultanément champion intercontinental et Champion d'Europe. Il a également remporté le tournoi Rey de Reyes 2004 de la fédération Asistencia Asesoría y Administración.

## Jeunesse et débuts dans le catch
Jarrett a grandi auprès de sa mère, qui a divorcé de son père le promoteur de catch Jerry Jarrett (en) qu'il voit tous les été. Il a fait partie de l'équipe de basketball de son lycée.
Il devient ensuite arbitre à la Continental Wrestling Association (CWA), la fédération de son père, avant d'y devenir catcheur en avril 1986. Il y remporte ses premiers titres en devenant le 30 juin champion international par équipe de la CWA avec Tojo Yamamoto et ils doivent rendre leur titre quand les deux hommes mettent fin à leur association, il devient une deuxième fois champion par équipe avec Pat Tanaka le 25 août mais leur règne prend fin le 1er septembre ; enfin il fait équipe avec Paul Diamond pour remporter une troisième fois ce titre le 3 novembre et ils perdent le titre le 15. Deux jours après cette défaite, il fait équipe avec Billy Travis avec qui il remporte le championnat par équipe du Sud de l'American Wrestling Association (AWA) au cours d'un spectacle de la CWA, les deux fédérations ayant un accord concernant l'utilisation de ce titre, et leur règne prend fin le 13 décembre,.

## Carrière

### World Wrestling Federation (1993-1996)

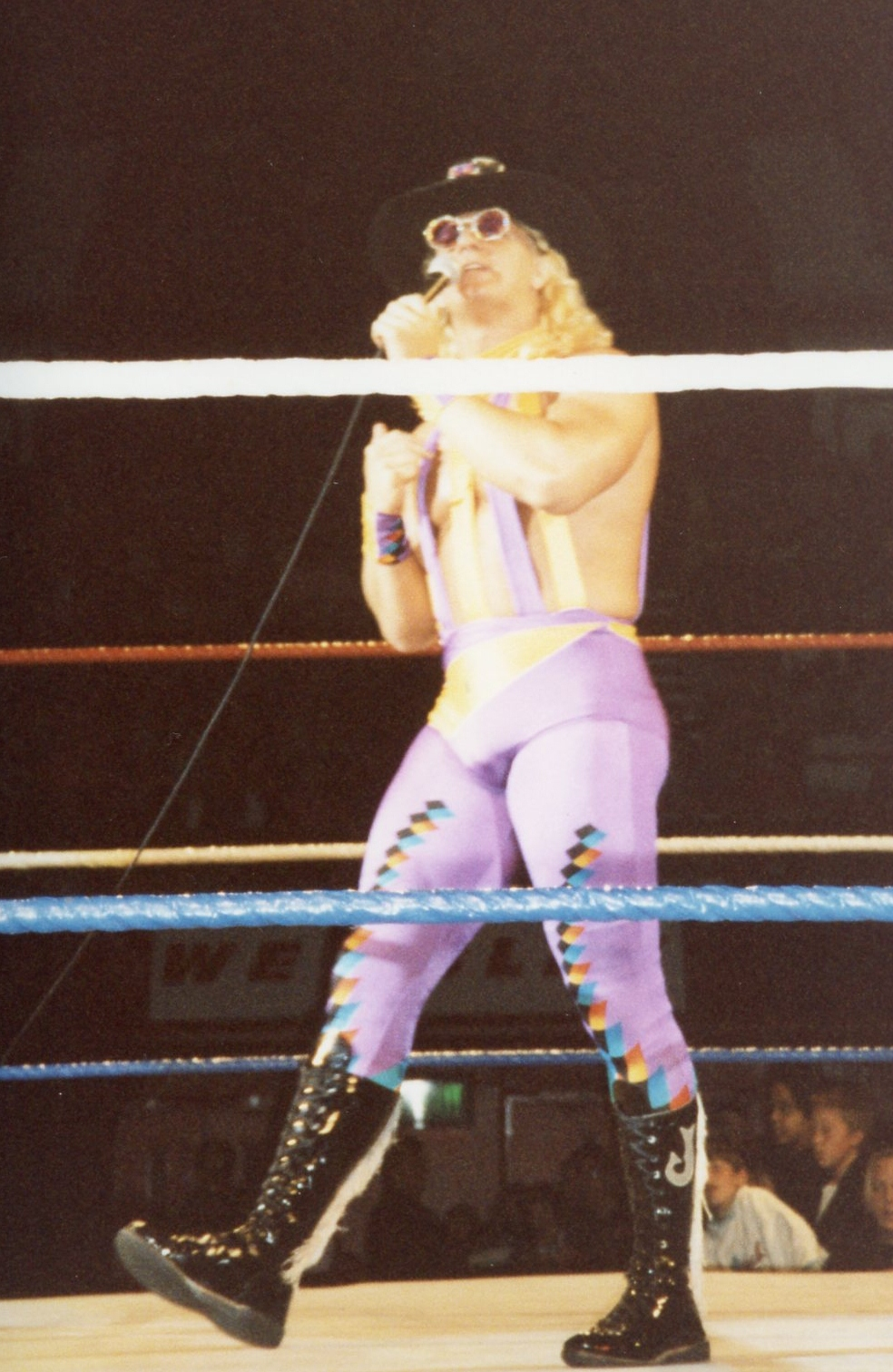
Jeff Jarrett en 1994.

Il signe à la World Wrestling Federation (WWF) fin 1993 et incarne un chanteur de musique country arrogant. Il fait son premier match télévisé dans cette fédération le 18 décembre où bat  Chris Duffy.
Le 22 janvier 1994, il participe au Royal Rumble match au cours du spectacle éponyme où il est le 12e à entrer sur le ring où Randy Savage l'élimine rapidement. Le 25 avril, il affronte Razor Ramon pour le championnat intercontinental de la WWF mais ce match se conclut par la victoire de son adversaire par disqualification après l'intervention de Shawn Michaels et Diesel. Il se qualifie pour le tournoi King of the Ring en remportant son match de qualification face à Lex Luger par décompte à l'extérieur grâce à l'intervention de Crush le 21 mai et le 19 juin lors du tournoi il se fait éliminer au premier tour par The 1-2-3 Kid,. Le 29 août à SummerSlam il affronte Mabel et sort vainqueur de cette confrontation.
Le 22 janvier 1995, il deviendra Champion Intercontinental en battant Razor Ramon à Royal Rumble 1995. Il remportera 3 fois cette ceinture cette année-là.
Son feud avec Razor Ramon durera pendant quelques mois avec pour enjeu la ceinture intercontinentale où Jeff Jarrett va souvent le vaincre grâce des distractions ou des interventions de The Roadie. Ce feud se clôturera à In Your House 1: Première où il perdra un handicap match avec The Roadie contre Razor Ramon.
Le 23 juillet 1995, il perd sa ceinture à In Your House 2: The Lumberjacks face à Shawn Michaels et interprètera "With my baby tonight" en fin de soirée avec son groupe country. Il quittera ensuite la fédération peu de temps après.

### World Championship Wrestling (1996-1997)
En octobre 1996, Jarrett est engagé pour un an par la World Championship Wrestling. Il dispute son premier combat lors de WCW Monday Nitro, le 7 octobre, en battant Hugh Morrus. Le 27 octobre, lors de Halloween Havoc 1996, il perd par disqualification face au Giant. Lors de WCW World War 3, il perd face à Giant, et il participe à la Three Ring 60 Man Battle Royale, qui sera remportée par The Giant. Le 9 décembre, à Nitro, il perd face à Diamond Dallas Page dans les quarts de finale d'un tournoi pour désigner un nouveau champion des États-Unis de la WCW. Lors de WCW Starrcade 1996, il bat Chris Benoit dans un No DQ Match. 
Lors de nWo Souled Out 1997, il bat Michael Wallstreet. Lors de WCW SuperBrawl VII, il bat Steve McMichael. Lors de WCW Uncensored 1997, il prend part à Three Way Elimination Match, où il fait partie de la Team Piper avec Roddy Piper et Steve McMichael pour affronter la Team WCW (Lex Luger, Scott Steiner & The Giant), et la Team nWo (Hollywood Hogan, Kevin Nash, Randy Savage et Scott Hall), qui sort vainqueur.

#### WCW United States Champion et perte du titre (1997)
Il devient WCW United States Champion en battant Dean Malenko le 9 juin 1997 à Nitro.

### World Wrestling Federation (1997-1999)
A SummeSlam 1998, il perd un Hair VS Hair match face à X-Pac et perdra sa longue chevelure blonde, tondue par la D-Generation X. Depuis, Jeff Jarrett aura en permanence les cheveux courts.
Par la suite, il aura un manager pour l'accompagner et l'aider quand il est en difficulté du nom de Debra. Cette manager est très appréciée par le public qui reprochait à Jeff Jarrett de la traiter mal en coulisses et aux abords du ring.
A l'occasion du show RAW IS OWEN, il rend hommage à son ami Owen Hart décédé la nuit précédant le show d'une chute mortelle à Over The Edge en remportant le Titre Intercontinental pour la quatrième fois de sa carrière face à The GodFather. Il l'a perdra dans un house show face à Edge.
À SummerSlam 1999, il remportera à la fois la ceinture européenne et à la fois la ceinture intercontinentale de D'Lo Brown grâce à une trahison de Mark Henry qui fracassa le dos de D'Lo Brown avec la guitare de Jeff Jarrett.

### World Championship Wrestling (1999-2001)
Il fait son retour en attaquant Buff Bagwell avec une guitare. Il changera de gimmick également en s'auto-proclamant "The Chosen One" (l'Élu).
2000 sera l'année de sa consécration: il deviendra 4 fois cette année-là WCW World Heavyweight Champion.
Le 16 avril 2000 à Spring Stampede, il bat Diamond Dallas Page pour devenir le nouveau WCW World Heavyweight Champion (c'est son premier titre majeur dans une grande fédération de catch américaine). Une semaine plus tard à Nitro (le 24 avril), il perdra sa ceinture face à Diamond Dallas Page dans un Steel Cage Match. Le 25 avril à Thunder, il échouera à récupérer la ceinture dans un Triple Threat Match face à Diamond Dallas Page et David Arquette (match remporté par ce dernier). Il récupèrera la ceinture le 7 mai à Slamboree dans un Ready to Rumble Cage Match face à David Arquette et Diamond Dallas Page. Le 22 mai 2000, il remporte pour la 3e fois le WCW World Heavyweight Championship à Nitro en battant Ric Flair. Il perdra sa ceinture le lendemain face à Kevin Nash à Thunder.
Le 29 mai 2000, alors que Kevin Nash remettait à Ric Flair sans combattre son 16e titre de champion du monde de sa carrière, Jeff Jarrett débarque et le défie immédiatement dans un match où sa ceinture sera mise en jeu (l'arbitre spécial de ce match était Vince Russo) et remporte le match.
Le 9 juillet 2000 à Bash at the Beach, alors qu'il affrontait Hollywood Hogan pour le compte de la ceinture de WCW World Heavyweight Championship, Jeff Jarrett s'allongea au sol immédiatement et incite Hollywood Hogan de lui faire le tombé. Furieux, Hollywood Hogan lui fait le tombé et se mit à insulter Vince Russo et Jeff Jarrett après le match. Hollywood Hogan sera alors viré plus tard dans la soirée, sa prise de ceinture annulée, et Jeff Jarrett gardera finalement sa ceinture avant de la perdre plus tard dans la même soirée face à Booker T. 
Lorsque la WCW disparaît, Vince McMahon ne réengagera pas Jeff Jarrett et il combattra sur le circuit indépendant avant de fonder avec son père sa propre fédération de catch: la TNA. 

### Asistencia Asesoría y Administración (2004–2006, 2011–2015)
Lors de Triplemanía XXI, lui, Matt Morgan et Monster Pain battent les AAA World Trios Champions Los Psycho Circus (Monster Clown, Murder Clown et Psycho Clown) dans un non-title match.

### Total Nonstop Action Wrestling (2002-2013)
Le 3 novembre 2005, il bat Rhino et remporte le NWA World Heavyweight Championship pour la cinquième fois. Lors de Against All Odds (2006), il perd son titre contre Christian Cage. En 2007 il perd le titre face à Sting.il fait son retour en rejoignant la team Angle donc il effectue un face turn  .
Lors de No Surrender (2010), lui et Samoa Joe battent Sting et Kevin Nash après que Jarrett ai frappé Sting avec sa propre batte de baseball.
Il fait un heel turn et entre en rivalité avec Samoa Joe et Kurt Angle
Lors de Turning Point (2011), il perd trois fois de suite contre Jeff Hardy.

### Global Force Wrestling (2014-2017)
Lorsque Jarrett quitta la TNA, il a annoncé son intention de créer une nouvelle promotion. Jarrett a révèle le nom de la promotion, Global Force Wrestling le 7 avril 2014.

### New Japan Pro Wrestling (2014-2015)

#### Bullet Club (2014-2015)
Le 21 juin 2014, il a été annoncé que la GFW avait signé un accord de travail avec la New Japan Pro Wrestling. Le 10 août, Jarrett fait une apparition pour la NJPW afin de signer officiellement l'accord. Plus tard dans le show, il rejoint le Bullet Club en attaquant Hiroshi Tanahashi après la victoire de ce dernier contre le IWGP Heavyweight Champion, A.J. Styles dans un non-title match. Lors de Wrestle Kingdom 9, lui, Bad Luck Fale et Yujiro Takahashi perdent contre Hiroyoshi Tenzan, Satoshi Kojima et Tomoaki Honma,.

### Retour à la Total Nonstop Action Wrestling et Hall Of Famer (2015)

#### Retour à la TNA et rivalité avec Dixie Carter (2015)
Il fait son retour le 24 juin à la TNA, en annonçant sa participation au King Of The Mountain Match à Slammiversary et pour promouvoir sa fédération la Global Force Wrestling. Lors de Slammiversary, il remporte le King Of The Mountain Match et devient le TNA King Of The Mountain Champion.
À la suite de cela, il abandonne son titre pour tenter de devenir général manager, à la suite de l'attaque de Bully Ray (qui a en réalité quitté la TNA) par un inconnu. Mais en réalité, Drew Galloway decouvrira que c'est lui-même et sa femme Karen qui ont ordonné à Christopher Mordetsky de l'attaquer ainsi que Bully Ray. À la suite de cela, il porte un low blow sur Galloway et ordonne aux catcheurs de la GFW d'attaquer Galloway, The Wolves ainsi que Rockstar Spud. Il effectue un Heel-Turn.
De même, il entre en conflit avec Dixie Carter afin d'obtenir le pouvoir intégral sur la TNA, ce que cette dernière refuse. Ainsi, c'est le début d'une guerre entre la GFW et la TNA.

### Second retour à la Total Nonstop Action Wrestling (2017)

#### Retour en consultant (2017)
Le 5 janvier, Anthem Sports & Entertainment annonce le retour de Jarrett en tant que Consultant.
Le 23 octobre 2017, Impact Wrestling annonce la fin de leur relation avec Jarrett et sa fédération Global Force Wrestling.

### Retour à la AAA (2018)
Le 3 juin 2018 lors de Verano de Escandalo, il fait son retour à la AAA en tant que leader de MAD, il s'insert lui même dans le main event Rey Wagner vs Rey Mysterio Jr. et remporte le match ainsi que le AAA Mega Championship pour la deuxième fois de sa carrière.
Le 13 juillet, Jarrett et El Hijo del Fantasma battent Pagano et Psycho Clown. Le 25 août lors de Triplemania XXVI, il perd le AAA Mega Championship contre Fénix, ce match impliquait aussi Brian Cage et Rich Swann.
Le 25 octobre lors de AAA Heroes Inmortales XII, il perd ses cheveux contre Dr. Wagner Jr. au cours d'un Hair vs. Hair match.

### Retour à la World Wrestling Entertainment (2019-2021)
Le 6 avril 2018, il est intronisé au WWE Hall of Fame par Road Dogg, c'est la première apparition de Jarrett à la WWE depuis 19 ans.
Le 27 janvier 2019, il entre dans le Royal Rumble match en deuxième position mais il se fait éliminer en premier par Elias. Le lendemain à Raw, accompagné de Road Dogg, il attaque Elias mais ce dernier lui brisa une guitare sur le dos et une sur le dos de Road Dogg. Le 4 février à Raw, Jarrett perd contre Elias. Après le match, Jarrett et Road Dogg attaquent Elias. Avant ce match, le dernier combat de Jarrett à la WWE remonte à 20 ans.
Le 30 juillet 2021, il a été signalé que la WWE avait discrètement libéré Jarrett en avril en raison de coupes budgétaires.

### Game Changer Wrestling (2022)
Le 1er Janvier 2022, lors de l'événement "Die 4 This", il fait ses débuts à la surprise générale en attaquant Effy avec sa guitare. 
Lors de The WRLD of GCW, il bat Effy.

### All Elite Wrestling (2022-...)
Le 2 novembre à Dynamite, il fait ses débuts à la All Elite Wrestling en tant que Heel, en attaquant Darby Allin avec sa guitare et rejoignant la Lethal Connection (Jay Lethal, Satnam Singh et Sonjay Dutt). Le même jour, il signe officiellement dans la compagnie en tant que catcheur et directeur de développement des affaires. 
Le 19 novembre à Full Gear, Jay Lethal et lui perdent face à Darby Allin et Sting.
Le 5 mars 2023 à Revolution, ils ne remportent pas les titres mondiaux par équipe de la AEW, battus par les Gunns dans un Fatal 4-Way Tag Team match, qui inclut également les Acclaimed, Danhausen et Orange Cassidy. Le 28 mai à Double or Nothing, ils ne remportent pas, une nouvelle fois, les titres mondiaux par équipe de la AEW, battus par FTR (Cash Wheeler et Dax Harwood).

## Palmarès
- American Wrestling Association
  - Trophée AWA Rookie of the Year en 1986

- Asistencia Asesoría y Administración
  - 2 fois AAA Mega Champion
  - AAA Rey de Reyes (2004)

- Continental Wrestling Association
  - 4 fois AWA Southern Tag Team Champion avec Billy Travis (3) et Pat Tanaka (1)
  - 1 fois CWA Heavyweight Champion
  - 2 fois CWA International Tag Team Champion avec Pat Tanaka (1) et Paul Diamond (1)[4]
  - 5 fois NWA Mid-America Heavyweight Champion

- NWA Cyberspace
  - 1 fois NWA Cyberspace Heavyweight Champions

- Total Nonstop Action Wrestling
  - 6 fois NWA World Heavyweight Champion
  - 1 fois TNA King of the Mountain Champion
  - King of the Mountain (2004, 2006, 2015)
  - TNA Hall of Fame (2015)

- Vendetta Pro Wrestling
  - 1 fois NWA Western States Heavyweight Champion

- United States Wrestling Association
  - 1 fois USWA Heavyweight Champion
  - 9 fois USWA Southern Heavyweight Champion
  - 3 fois USWA Unified World Heavyweight Champion
  - 14 fois USWA Tag Team Champion  avec Matt Borne (2), Jeff Gaylord (2), Cody Michaels (1), Jerry Lawler (4), Robert Fuller (4), et Brian Christopher (2)

- World Championship Wrestling
  - 4 fois WCW World Heavyweight Champion
  - 3 fois WCW United States Heavyweight Champion

- World Class Wrestling Association
  - 2 fois WCWA World Light Heavyweight Champion
  - 2 fois USWA World Tag Team Champion avec Matt Borne
  - 3 fois WCWA Tag Team Champion avec Kerry Von Erich (1), Mil Máscaras (1), et Matt Borne (1)

- World Wrestling Federation/World Wrestling Entertainment
  - 1 fois NWA North American Heavyweight Champion
  - 1 fois WWF European Champion
  - 6 fois WWF Intercontinental Champion
  - 1 fois WWF World Tag Team Champion avec Owen Hart
  - WWE Hall of Fame (2018)

- World Series Wrestling
  - 1 fois WSW Heavyweight Champion

- World Wrestling All-Stars
  - 2 fois WWA World Heavyweight Champion

- WrestleCade
  - 1 fois WrestleCade Champion[37]

## Récompenses de magazines
- Pro Wrestling Illustrated

| Année | 1991 | 1992 | 1993       | 1994 | 1995 | 1996 | 1997 | 1998       | 1999 | 2000 |
| ----- | ---- | ---- | ---------- | ---- | ---- | ---- | ---- | ---------- | ---- | ---- |
| Rang  | 28   | 26   | 22         | 35   | 11   | 26   | 17   | 43         | 36   | 5    |
| Année | 2001 | 2002 | 2003       | 2004 | 2005 | 2006 | 2007 | 2008       | 2009 | 2010 |
| Rang  | 24   | 24   | 15         | 12   | 11   | 10   | 117  | Non classé | 21   | 56   |
| Année | 2011 | 2012 | 2013       | 2014 | 2015 | 2016 |      |            |      |      |
| Rang  | 20   | 57   | Non classé | 227  | 182  | 222  |      |            |      |      |

- Wrestling Observer Newsletter Awards
  - Trophée Feud of the Year en 1992 avec Jerry Lawler vs. The Moondogs.
  - Trophée Most Overrated Wrestler en 2005.